# Aeroportul Betoambari
Aeroportul Betoambari (IATA: BUW, ICAO: WAWB) este un aeroport din Bau-Bau, Sulawesi Tenggara⁠(d), Indonezia ce deservește zona Bau-Bau. Aeroportul a fost tranzitat în 2018 de 242.333 de pasageri.
Situat la o altitudine de 32 m, aeroportul dispune de o singură pistă.